# Inscriptions de Deir Alla

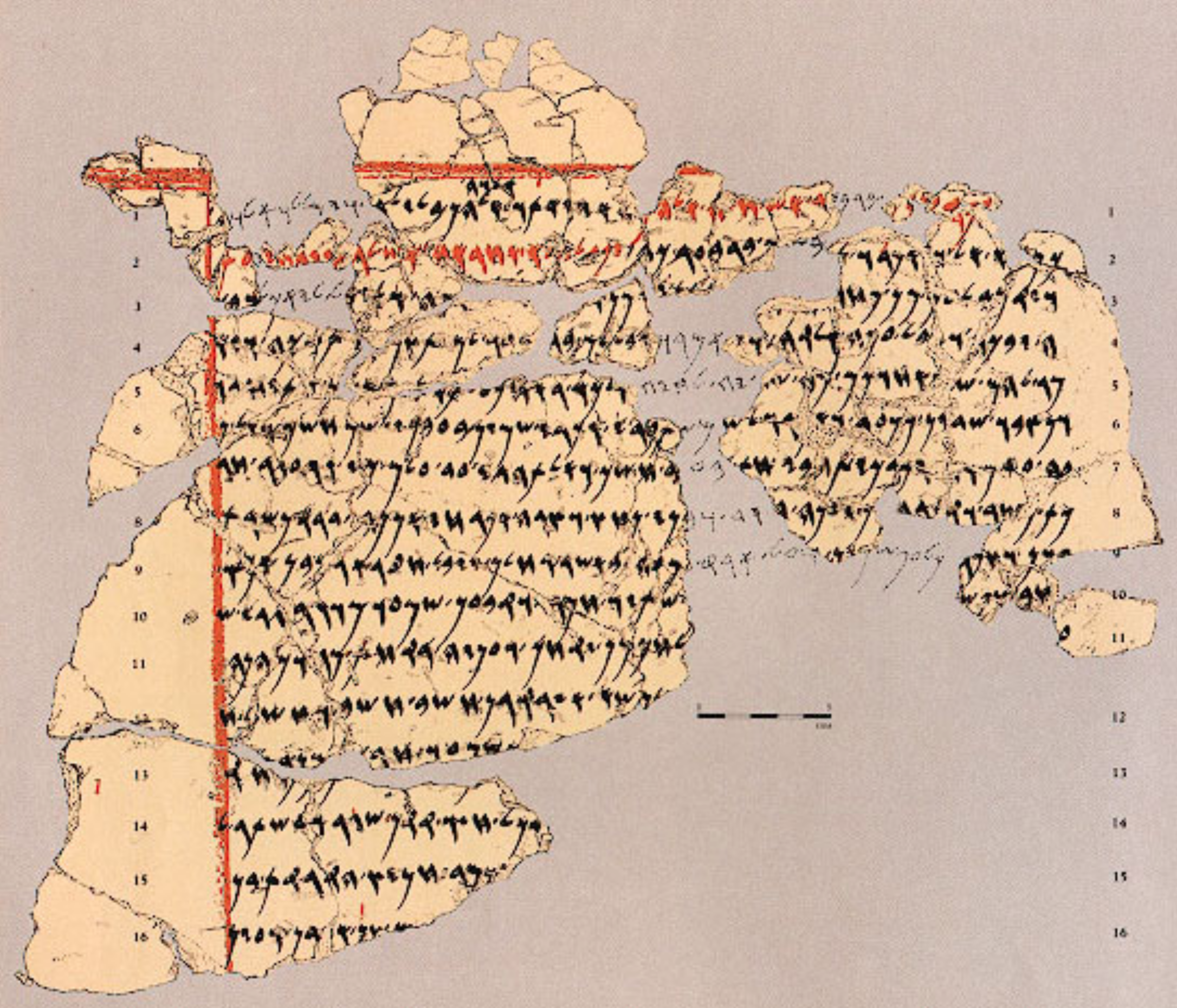
Les inscriptions de Deir Alla.

Les inscriptions de Deir Alla sont un groupe d'inscriptions en écriture araméenne découvert sur le site archéologique de Deir Alla (en) en Jordanie dans la vallée du Jourdain. Elles ont été découvertes en 1967 par une équipe néerlandaise et sont conservées au musée archéologique d'Amman. Ces inscriptions mentionnent les visions d'un personnage appelé Balaam qui est également connu par la Bible hébraïque, notamment dans le livre des Nombres (22-24).

## Contexte archéologique et datation
Le site de Deir Alla (« Haut monastère ») était occupé par un grand sanctuaire occupé de l'âge du bronze moyen à l'âge du fer. Il est isolé et n'est rattaché à aucun village. Le lieu est souvent identifié au site de Soukkot mentionné dans la Bible hébraïque. Dans le Talmud de Jérusalem, Soukkot est désigné sous le nom de Tarʿala dont Deir Alla pourrait être une déformation.
Lors de sa découverte, l'inscription a été datée de l'époque perse, mais il y a maintenant un consensus pour la dater de l'âge du fer II. Elle appartient à la phase IX du site qui a été détruite autour de 800 av. J.-C. par un tremblement de terre. Il s'agit peut-être du tremblement de terre mentionné dans le livre d'Amos (1:1). L'inscription est écrite à l'encre noire, et parfois rouge. Son langage, son écriture et sa lecture font l'objet de discussions. Son écriture est généralement considérée comme araméenne, même s'il a aussi été proposé d'y voir de l'ammonite. Sa langue est de l'araméen ancien ou un dialecte cananéen. Le texte était écrit sur un mur ou sur une stèle. Il n'a pas été retrouvé en place mais sous forme de débris répandus sur le sol. Les petits morceaux de plâtre ont été ré-assemblés par le soin des archéologues. Deux groupes de fragments ont pu être identifiés.

## Le texte
Le groupe numéroté I commence par un titre écrit à l'encre rouge : « texte de [Ba]laam [fils de Be]or qui voyait les dieux ». Ce passage raconte l'histoire de la vision de Balaam. Pendant la nuit, Balaam reçoit une vision. Le lendemain, il pleure et se lamente avant d'expliquer sa vision au peuple : le conseil des dieux a demandé à une déesse de répandre l’obscurité sur la terre. La cause de cette décision (ou sa conséquence) est un comportement anormal des hommes et des animaux. Le nom de la déesse n'a pas été conservé en entier. Il est proposé d'y voir la divinité Šagar, mentionnée plus loin dans le texte, ou la divinité solaire Šamaš (ou Šapaš), dont la forme féminine est attestée à Ugarit. Les dieux y sont appelés אלהן (ʾlhn - Elohim) et שדין (šdyn - Shaddaïn). La mention de l'épithète divin šdy est intéressante car elle apparaît aussi dans la Bible hébraïque, notamment dans le livre des Nombres, où le prophète Balaam se présente lui-même comme quelqu'un qui a des visions de Shadday. Tout comme dans le texte biblique, Balaam reçoit ses visions pendant la nuit.
Le deuxieme texte, plus difficile à dechiffrer, est apocalyptique, et conclue par l'interdiction divine donnée à Bilam de continuer à prophétiser.Elles vont dans le sens du texte biblique parlant des temps futurs et la décheance de Bilam.L'ensemble de l'inscription est un texte littéraire recopié avec soin par un scribe. La composition du texte original peut être plus ancienne de plusieurs siècles que la copie trouvée à Deir Alla. Cette hypothèse permettrait d'expliquer les particularités de la langue pour un texte daté du VIIIe siècle av. J.-C.. Ces inscriptions témoignent de l’existence d'une tradition littéraire araméenne autour du personnage de Balaam et appuient le texte biblique.